# Sent Marçau d'Artenset
Sent Marçau d'Artenset (en francès Saint-Martial-d'Artenset) és un municipi francès situat al departament de la Dordonya i a la regió de la Nova Aquitània.

## Demografia
| 1962                                       | 1968 | 1975 | 1982 | 1990 | 1999 | 2007 |
| ------------------------------------------ | ---- | ---- | ---- | ---- | ---- | ---- |
| 840                                        | 750  | 716  | 743  | 839  | 848  | 940  |
| Des de 1962: població sense dobles comptes |      |      |      |      |      |      |

## Administració
| Període | Identitat | Partit |
| ------- | --------- | ------ |
| 1989-   | Max Ley   |        |